# Nommern
Nommern (in lussemburghese: Noumer) è un comune del Lussemburgo centrale. Fa parte del cantone di Mersch, nel distretto di Lussemburgo. 
Nel 2005, la città di Nommern, capoluogo del comune che si trova nella parte orientale del suo territorio, aveva una popolazione di 262 abitanti. Le altre località che fanno capo al comune sono Cruchten e Schrondweiler.